# یوسیف پنیاک
یوسیف پنیاک (اوکراینی: Йосиф Пеняк؛ زادهٔ ۳۱ مهٔ ۱۹۸۴) اسنوبردسوار اهل اوکراین است.
وی همچنین از اسنوبردسواران در بازی‌های المپیک زمستانی ۲۰۱۰ و ۲۰۱۴ بوده‌است.